# Angria
Angria lub Ancraria (niem. Engern) – kraina historyczna położona na obecnym terenie niemieckich landów Dolna Saksonia i Nadrenia Północna-Westfalia. Kronikarz Widukind z Korbei w swoim dziele Res gestae Saxonicae wskazuje, że był to środkowy region średniowiecznego Księstwa Saksonii położony w środkowym biegu rzeki Wezery, pomiędzy Westfalią a Ostfalią (Astfalią). Nazwa Angria pochodzi od nazwy germańskiego plemienia Angrarenów, które wchodziło w skład konfederacji plemiennej Sasów.